# Англійський тойтер'єр
Англійський тойтер'єр (чорно-підпалий) — це невелика порода тер'єрів з групи іграшкових собак.

## Зовнішній вигляд
За даними Кінологічного клубу (Велика Британія), англійський тойтер'єр (чорно-підпалий) має бути 25—30 см (10—12 дюйм) у висоту і вагою 2,7—3,6 кг (6—8 фунт). Єдиним дозволеним кольором є чорний з помітними смугами на ногах, грудях і обличчі. Хода описується як подовжена рись коня. Англійський тойтер’єр (чорно-підпалий) має мигдалеподібні очі та вуха «полум’я свічки».

## Історія

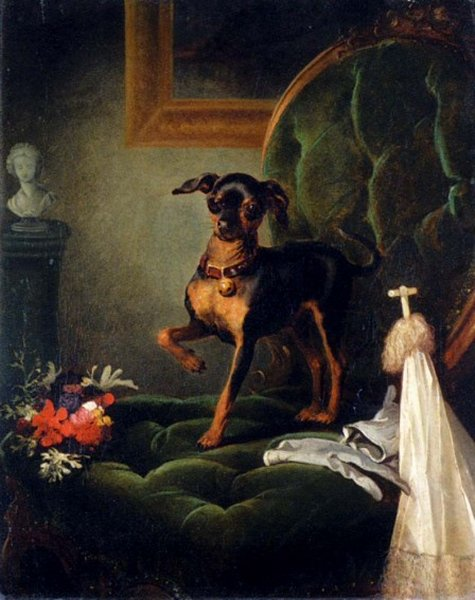
Томас Джонс Баркер Тіні в натуральну величину

Англійський тойтер'єр (ETT) розвинувся на основі староанглійського чорно-підпалого тер'єра і тісно пов'язаний з більшим манчестерським тер'єром. Швидкий і спритний, його витоки знаходять у світі щурячої ями, спорту, популярному в містах вікторіанської Англії, де тер'єрів розміщували в колі або ямі з кількома щурами й робили ставки на те, який собака вб'є щурів у найшвидший час. Маленькі собаки дуже цінувалися, і ціллю було створити найменшого собаку, який все ще здатний вбити щурів за якомога короткий час. Зафіксовано, що у 1848 році чорно-підпалий тер'єр, на ім'я Tiny the Wonder (Маленьке чудо), який важив всього лише 2,5 кілограми, убив 200 щурів менш ніж за годину.

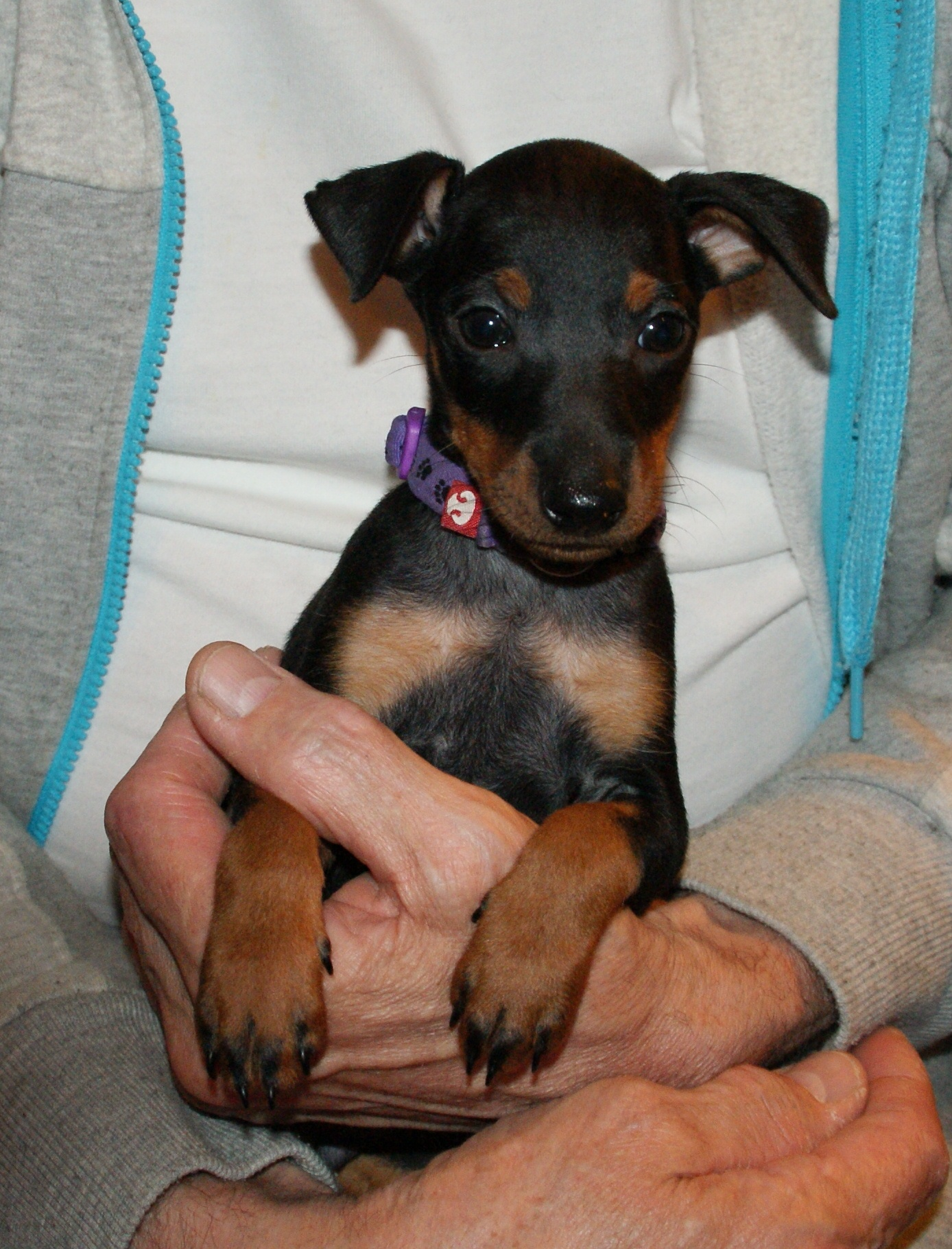
Щеня англійського тойтер'єра (чорно-підпалий).

Оголошення цього виду спорту поза законом припало на утворення Кінологічного клубу. Завдяки своєму елегантному вигляду чорно-підпалий тер’єр перейшов на ринг конформації. На першій виставці собак усіх порід була дуже респектабельна заявка чорно-підпалих тер'єрів, поділених за вагою. Цей ваговий поділ продовжувався з двома різновидами чорно-підпалого тер’єра до 1920-х років, коли вони були розділені на дві породи, більшого манчестерського тер’єра та меншого чорно-підпалого тер’єра (мініатюрного). Назву «англійський тойтер'єр» (чорно-підпалий) прийнято в 1962 році. Чорно-підпалих тер’єрів усіх розмірів експортували до Канади та США, створивши популяцію, яка до недавнього часу була значною мірою ізольованою від європейської. У Північній Америці два розміри також були розділені на дві породи до 1958 року, коли скорочення чисельності стандартного манчестерського тер'єра спонукало Американський клуб собаківництва перевизначити їх як одну породу з двома різновидами: стандартною та іграшковою.

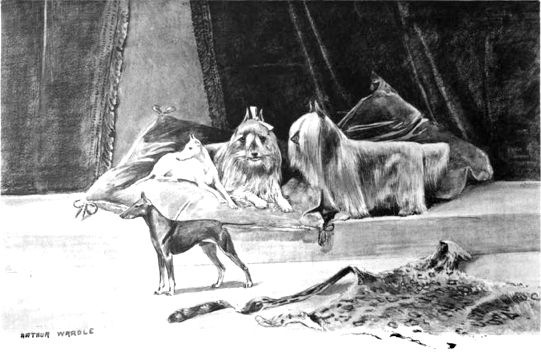
Англійські тойтер'єри (чорно-підпалі) у 1894 році з іншою дуже популярною іграшковою собакою вікторіанської епохи, пейслі-тер'єром.

## Занепокоєння щодо вимирання
Англійський тойтер'єр (чорно-підпалий) входить до списку вразливих місцевих порід Кеннел-клубу (Велика Британія), і докладаються великі зусилля, щоб підвищити популярність породи та створити життєздатний генофонд. Кінологічний клуб (Велика Британія) відкрив племінну книгу, дозволяючи північноамериканському той-манчестерському тер'єру перереєструватися як англійський тойтер'єр (чорно-підпалий), за умови, що він буде сертифікований як той, а не різноманітність. Деякі власники у Великій Британії проти цього рішення; інші розглядають це як позитивний спосіб зберегти породу.